# 200 mètres féminin aux championnats du monde d'athlétisme 2022
Pour des articles plus généraux, voir Championnats du monde d'athlétisme 2022 et 200 mètres aux championnats du monde d'athlétisme.
Navigation
Doha 2019 Budapest 2023
L'épreuve du 200 mètres féminin des championnats du monde de 2022 se déroule les 18, 19 et 21 juillet 2022 au sein du stade Hayward Field à Eugene, aux États-Unis.

## Records et performances

### Records
Les records du 200 m femmes (mondial, des championnats et par continent) étaient avant les championnats 2022 les suivants :
| Record du monde                                                | Florence Griffith-Joyner   | États-Unis | 21 s 34 | Séoul     | 29 septembre 1988 |
| Record des championnats                                        | Dafne Schippers            | Pays-Bas   | 21 s 63 | Pékin     | 28 août 2015      |
| Record d'Afrique                                               | Christine Mboma            | Namibie    | 21 s 78 | Zurich    | 9 septembre 2021  |
| Record d'Asie                                                  | Li Xuemei                  | Chine      | 22 s 01 | Shanghai  | 22 octobre 1997   |
| Record d'Europe                                                | Dafne Schippers            | Pays-Bas   | 21 s 63 | Pékin     | 28 août 2015      |
| Record d'Amérique du Nord, d'Amérique centrale et des Caraïbes | Florence Griffith-Joyner   | États-Unis | 21 s 34 | Séoul     | 29 septembre 1988 |
| Record d'Amérique du Sud                                       | Ana Cláudia Lemos da Silva | Brésil     | 22 s 48 | São Paulo | 6 août 2011       |
| Record d'Océanie                                               | Melinda Gainsford-Taylor   | Australie  | 22 s 23 | Stuttgart | 13 juillet 1997   |

### Meilleures performances de l'année 2022
Les dix athlètes les plus rapides de l'année sont, avant les championnats, les suivantes.
| 1  | Shericka Jackson      | Jamaïque   | 21 s 55 | Kingston    | 26 juin 2022  |
| 2  | Abby Steiner          | États-Unis | 21 s 77 | Eugene      | 26 juin 2022  |
| 3  | Christine Mboma       | Namibie    | 21 s 87 | Gaborone    | 30 avril 2022 |
| 4  | Tamara Clark          | États-Unis | 21 s 92 | Eugene      | 26 juin 2022  |
| 5  | Favour Ofili          | Nigeria    | 21 s 96 | Gainesville | 15 avril 2022 |
| 6  | Gabrielle Thomas      | États-Unis | 21 s 98 | Doha        | 13 mai 2022   |
| 7  | Brittany Brown        | États-Unis | 21 s 99 | Nashville   | 5 juin 2022   |
| 8  | Jenna Prandini        | États-Unis | 22 s 01 | Eugene      | 26 juin 2022  |
| 9  | Elaine Thompson-Herah | Jamaïque   | 22 s 05 | Kingston    | 26 juin 2022  |
| 10 | Cambrea Sturgis       | États-Unis | 22 s 11 | Eugene      | 26 juin 2022  |

## Critères de qualification
Le minima de qualification est fixé à 22 s 80, la période de qualification est comprise entre le 27 juin 2021 et le 26 juin 2022.

## Résultats

### Finale
| Rang               | Athlète                 | Pays        | Temps   | Notes      |
| ------------------ | ----------------------- | ----------- | ------- | ---------- |
| Médaille d'or      | Shericka Jackson        | Jamaïque    | 21 s 45 | CR, NR, WL |
| Médaille d'argent  | Shelly-Ann Fraser-Pryce | Jamaïque    | 21 s 81 | SB         |
| Médaille de bronze | Dina Asher-Smith        | Royaume-Uni | 22 s 02 |            |
| 4                  | Aminatou Seyni          | Niger       | 22 s 12 |            |
| 5                  | Abby Steiner            | États-Unis  | 22 s 26 |            |
| 6                  | Tamara Clark            | États-Unis  | 22 s 32 |            |
| 7                  | Elaine Thompson-Herah   | Jamaïque    | 22 s 39 |            |
| 8                  | Mujinga Kambundji       | Suisse      | 22 s 55 |            |

### Demi-finales
Les 2 premières de chaque série (Q) et les 2 meilleurs temps (q) se qualifient pour la finale.
| Rang | Série | Athlète                 | Pays               | Temps | Notes |
| ---- | ----- | ----------------------- | ------------------ | ----- | ----- |
| 1    | 1     | Shericka Jackson        | Jamaïque           | 21.67 | Q     |
| 2    | 3     | Shelly-Ann Fraser-Pryce | Jamaïque           | 21.82 | Q, SB |
| 3    | 2     | Tamara Clark            | États-Unis         | 21.95 | Q     |
| 4    | 2     | Dina Asher-Smith        | Royaume-Uni        | 21.96 | Q, SB |
| 5    | 2     | Elaine Thompson-Herah   | Jamaïque           | 21.97 | q, SB |
| 6    | 1     | Aminatou Seyni          | Niger              | 22.04 | Q     |
| 7    | 1     | Mujinga Kambundji       | Suisse             | 22.05 | q, NR |
| 8    | 1     | Jenna Prandini          | États-Unis         | 22.08 |       |
| 9    | 3     | Abby Steiner            | États-Unis         | 22.15 | Q     |
| 10   | 3     | Favour Ofili            | Nigeria            | 22.30 |       |
| 11   | 1     | Tynia Gaither           | Bahamas            | 22.41 | PB    |
| 12   | 2     | Vitoria Cristina Rosa   | Brésil             | 22.47 | AR    |
| 13   | 2     | Nzubechi Grace Nwokocha | Nigeria            | 22.49 |       |
| 14   | 1     | Gina Bass               | Gambie             | 22.71 | SB    |
| 15   | 1     | Rosemary Chukwuma       | Nigeria            | 22.72 |       |
| 16   | 3     | Anahí Suárez            | Équateur           | 22.74 | NR    |
| 17   | 3     | Ida Karstoft            | Danemark           | 22.84 |       |
| 18   | 2     | Jessika Gbai            | Côte d'Ivoire      | 22.84 |       |
| 19   | 3     | Dalia Kaddari           | Italie             | 22.86 |       |
| 20   | 1     | Jacinta Beecher         | Australie          | 23.14 |       |
| 21   | 2     | Edidiong Odiong         | Bahreïn            | 23.31 |       |
| 22   | 3     | Jessica-Bianca Wessolly | Allemagne          | 23.33 |       |
| 23   | 3     | Joella Lloyd            | Antigua-et-Barbuda | 23.38 |       |
| 24   | 2     | Beatrice Masilingi      | Namibie            | 24.78 |       |

### Séries
Les 3 premières de chaque série (Q) et les 6 meilleurs temps (q) se qualifient pour les demi-finales.
| Rang | Série | Athlète                 | Pays                      | Temps   | Notes |
| ---- | ----- | ----------------------- | ------------------------- | ------- | ----- |
| 1    | 3     | Aminatou Seyni          | Niger                     | 21.98   | Q     |
| 2    | 6     | Favour Ofili            | Nigeria                   | 22.24   | Q     |
| 3    | 5     | Abby Steiner            | États-Unis                | 22.26   | Q     |
| 4    | 3     | Shelly-Ann Fraser-Pryce | Jamaïque                  | 22.26   | Q     |
| 5    | 4     | Tamara Clark            | États-Unis                | 22.27   | Q     |
| 6    | 2     | Beatrice Masilingi      | Namibie                   | 22.27   | Q     |
| 7    | 1     | Shericka Jackson        | Jamaïque                  | 22.33   | Q     |
| 8    | 5     | Mujinga Kambundji       | Suisse                    | 22.34   | Q     |
| 9    | 6     | Jenna Prandini          | États-Unis                | 22.38   | Q     |
| 10   | 2     | Elaine Thompson-Herah   | Jamaïque                  | 22.41   | Q     |
| 11   | 4     | Dina Asher-Smith        | Royaume-Uni               | 22.56   | Q     |
| 12   | 1     | Gabriela Anahi Suárez   | Équateur                  | 22.56   | Q     |
| 13   | 4     | Tynia Gaither           | Bahamas                   | 22.61   | Q     |
| 14   | 5     | Nzubechi Grace Nwokocha | Nigeria                   | 22.61   | Q     |
| 15   | 1     | Dalia Kaddari           | Italie                    | 22.75   | Q     |
| 16   | 4     | Gina Bass               | Gambie                    | 22.78   | q     |
| 17   | 3     | Vitoria Cristina Rosa   | Brésil                    | 22.84   | Q     |
| 18   | 2     | Ida Karstoft            | Danemark                  | 22.85   | Q     |
| 19   | 1     | Jessica-Bianca Wessolly | Allemagne                 | 22.87   | q     |
| 20   | 4     | Jessika Gbai            | Côte d'Ivoire             | 22.89   | q     |
| 21   | 1     | Rosemary Chukwuma       | Nigeria                   | 22.93   | q     |
| 22   | 1     | Edidiong Odiong         | Bahreïn                   | 22.98   | q     |
| 23   | 2     | Joella Lloyd            | Antigua-et-Barbuda        | 22.99   | q     |
| 24   | 3     | Beth Dobbin             | Royaume-Uni               | 23.04   |       |
| 25   | 5     | Lauren Gale             | Canada                    | 23.08   |       |
| 26   | 6     | Jacinta Beecher         | Australie                 | 23.22   | Q     |
| 27   | 6     | Olivia Fotopoulou       | Chypre                    | 23.25   |       |
| 28   | 2     | Sophia Junk             | Allemagne                 | 23.27   |       |
| 29   | 5     | Ella Connolly           | Australie                 | 23.27   |       |
| 30   | 3     | Imke Vervaet            | Belgique                  | 23.28   |       |
| 31   | 5     | Maboundou Koné          | Côte d'Ivoire             | 23.32   |       |
| 32   | 6     | Catherine Léger         | Canada                    | 23.35   |       |
| 33   | 2     | Lorène Bazolo           | Portugal                  | 23.41   |       |
| 34   | 4     | Ana Carolina Azevedo    | Brésil                    | 23.45   |       |
| 35   | 6     | Georgia Hulls           | Nouvelle-Zélande          | 23.46   |       |
| 36   | 4     | Shirley Nekhubui        | Afrique du Sud            | 23.46   |       |
| 37   | 1     | Olga Safronova          | Kazakhstan                | 23.50   |       |
| 38   | 2     | Anniina Kortetmaa       | Finlande                  | 23.51   |       |
| 39   | 3     | Veronica Shanti Pereira | Singapour                 | 23.53   |       |
| 40   | 3     | Elisabeth Slettum       | Norvège                   | 23.55   |       |
| 41   | 2     | Lorraine Martins        | Brésil                    | 23.60   |       |
| 42   | 5     | Beyonce Defreitas       | Îles Vierges britanniques | 23.81   |       |
| 43   | 6     | Hanna Barakat           | Palestine                 | 26.33   |       |
| 44   | 6     | Anthonique Strachan     | Bahamas                   | 1:50.06 |       |
|      | 3     | Marie-Josée Ta Lou      | Côte d'Ivoire             |         | DNS   |

## Légende
Records et Performances
- AR : Record continental (area record)
- CR : Record des championnats (championship record)
- MR : Record du meeting (meet record)
- NR : Record national (national record)
- OR : Record olympique (olympic record)
- PR : Record paralympique (paralympic record)
- PB : Record personnel (personal best)
- SB : Meilleure performance personnelle de la saison (season's best)
- WL : Meilleure performance mondiale de l'année (world leader)
- WJR : Record du monde junior (world junior record)
- WR : Record du monde (world record)

Circonstances et Conditions
- DNF : N'a pas terminé (did not finish)
- DNS : N'a pas pris le départ (did not start)
- DQ : Disqualification (disqualification)
- NM : Aucun essai valable enregistré (No Mark)
- Q : Qualifié « directement » au prochain tour (ou à la prochaine compétition), lors d'une compétition majeure, grâce au classement ou à la réalisation des minima (automatic qualifier)
- q : Qualifié au prochain tour (ou à la prochaine compétition), lors d'une compétition majeure, grâce au repêchage ou à la réalisation de l'une des meilleures performances parmi celles des « non qualifiés directement » (grâce au meilleur temps ou à la meilleure distance par exemple) (secondary qualifier)